# My Life in Film
My Life in Film (em Portugal intitulada A Minha Vida em Filme) é uma série de humor da BBC, escrita por Mark Chappell e foi originalmente exibida na BBC Three e, em seguida, na BBC Two. 
Ele usa iconografia, situações e diálogos de filmes. Algo de humor da série é derivada da adaptação deliberada desses filmes para ajustes diários, levando a resultados absurdos. 
A série teve uma temporada de seis episódios em 2004.

## Sinopse
Art, é um jovem aspirante a realizador de cinema, cuja prodigiosa imaginação consegue transformar episódios da vida do quotidiano, em autênticos clássicos do cinema.
Art julga mesmo que é um dos "irmãos Coen britânicos", só que nem Jones, o amigo que divide com ele o apartamento, é seu irmão nem tão pouco fizeram ainda qualquer filme.
Para além deles há Beth que quer manter uma relação normal com Jones, contudo, eles estão sempre a ser empurrados para o mundo imaginário e distorcido de Art.

## Elenco
- Kris Marshall como Arthur "Art"
- Andrew Scott como Jones
- Alice Lowe como Beth